# Вердиш Іван

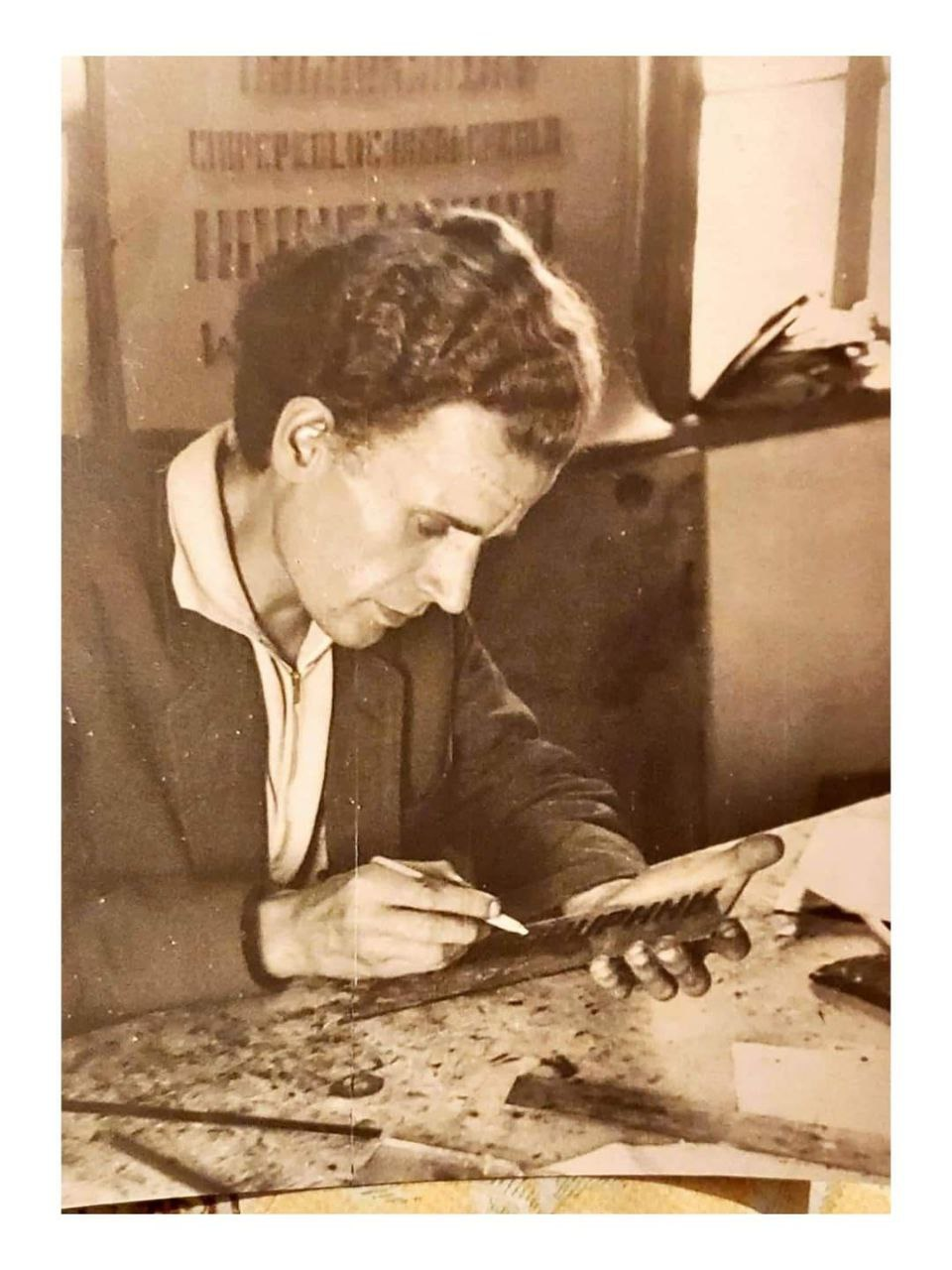
Художник за роботою

Іван Микитович Вердиш (8 серпня 1935 — 19 січня 2021) — український художник-реаліст, відомий своїми натюрмортами, портретами та пейзажами. Представник Одеської школи живопису другої половини ХХ століття.

## Біографія
Народився 8 серпня 1935 року в селі Липняжка, Добровеличківського району, Кіровоградської області. Його дитинство припало на важкі роки Другої світової війни та повоєнного лихоліття, що наклало глибокий відбиток на його світогляд. Той час сформував у нього особливе відчуття цінності простих речей і навчив бачити красу в буденному. Голод, нестача ресурсів і невпинна боротьба за виживання стали основою для його подальшого мистецького самовираження, де він із повагою та ніжністю зображував хліб, домашній затишок і сільський побут.
Після закінчення школи Іван Вердиш вирішив присвятити своє життя мистецтву й вступив до Одеського художнього училища імені Митрофана Грекова — одного з провідних навчальних закладів України, де формувалися майбутні майстри образотворчого мистецтва. У стінах училища він навчався у майстерні відомого художника Миколи Павлюка. Іван опанував класичні техніки станкового живопису та графіки, удосконалив володіння кольором, світлотінню й композицією. Він із великою віддачею працював над кожною роботою, розвиваючи свій унікальний стиль, що згодом став упізнаваним і високо оціненим у мистецьких колах.
Навчання в Одесі стало для Івана Вердиша періодом духовного й творчого зростання. Оточений атмосферою культурної інтелігенції того часу — художників, поетів і музикантів — він черпав натхнення з пейзажів, людських історій та вражень, які збагачували його внутрішній світ. Уже в юні роки він проявив себе як уважний спостерігач і майстерний реаліст, здатний передати на полотні як матеріальну, так і духовну суть зображуваних об'єктів.
Саме в цей період сформувалася його любов до сільських пейзажів, натюрмортів і образів української глибинки, що стали головними темами його творчості. Він надавав особливого значення деталям, підкреслюючи їхню роль у загальній композиції, і створював картини, сповнені теплоти, щирості та ностальгії за минулим.

## Творчість
Іван Вердиш був майстром реалістичного живопису, класик тогочасного мистецтва і працював у жанрах: Натюрморт — його натюрморти часто зображають хліб, фрукти, старовинний посуд, які символізують життя, достаток і гармонію.
Пейзаж — особливу увагу приділяв українським селам, хатам під солом'яними стріхами та природним краєвидам, передаючи теплоту рідної землі.

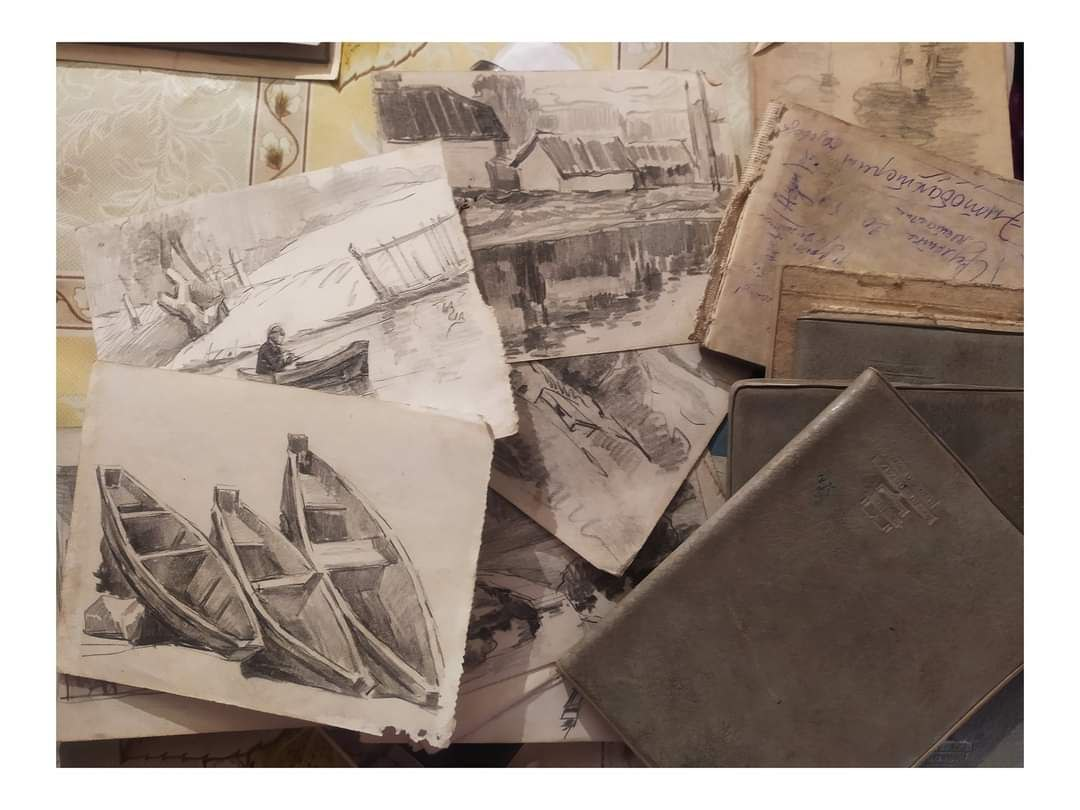
Ранні Нариси олівцем

Портрет — у його портретах відображена душевна глибина та характер людини.
```
Він створив понад 200 картин, серед знакових робіт художника: 

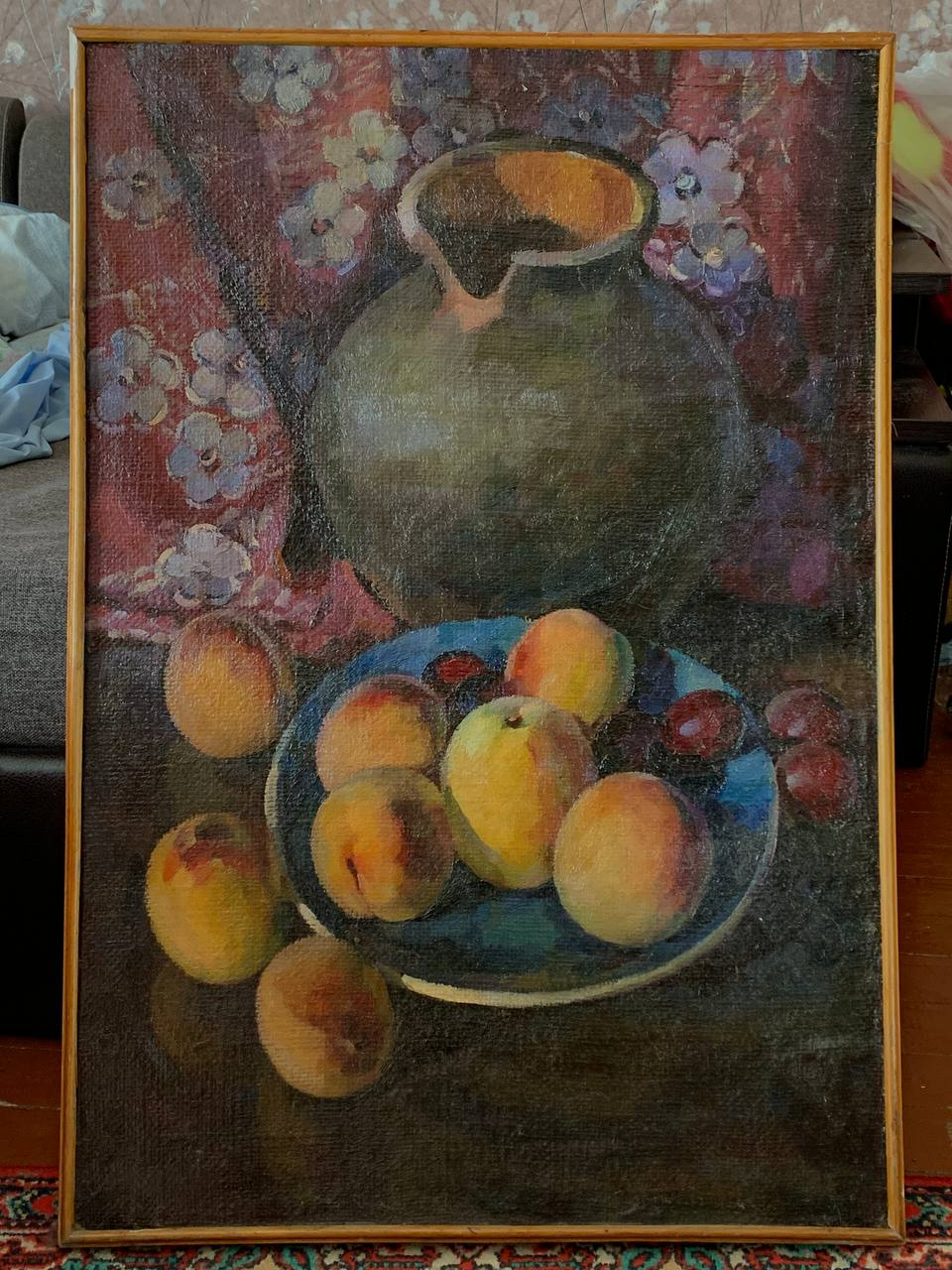
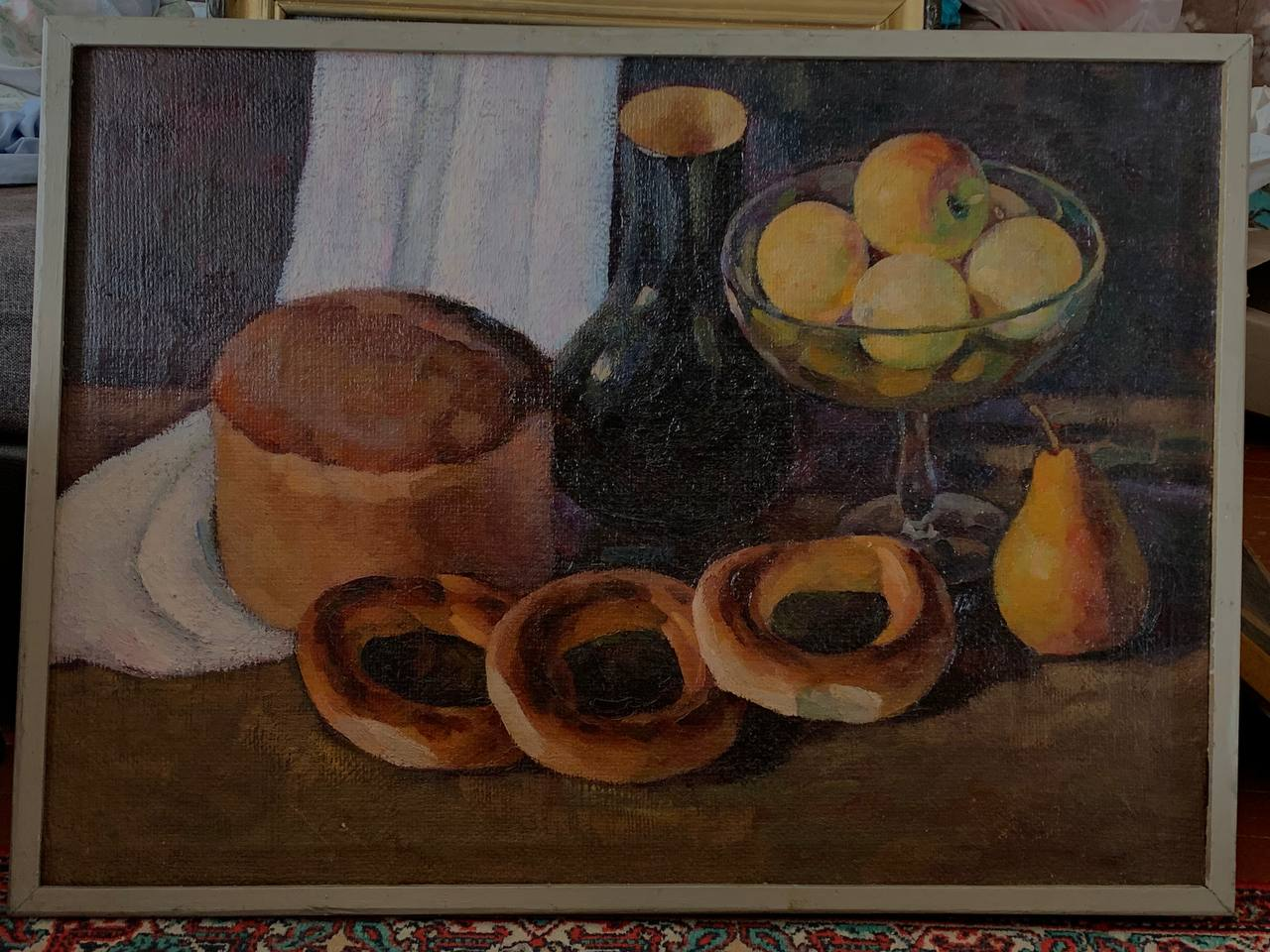
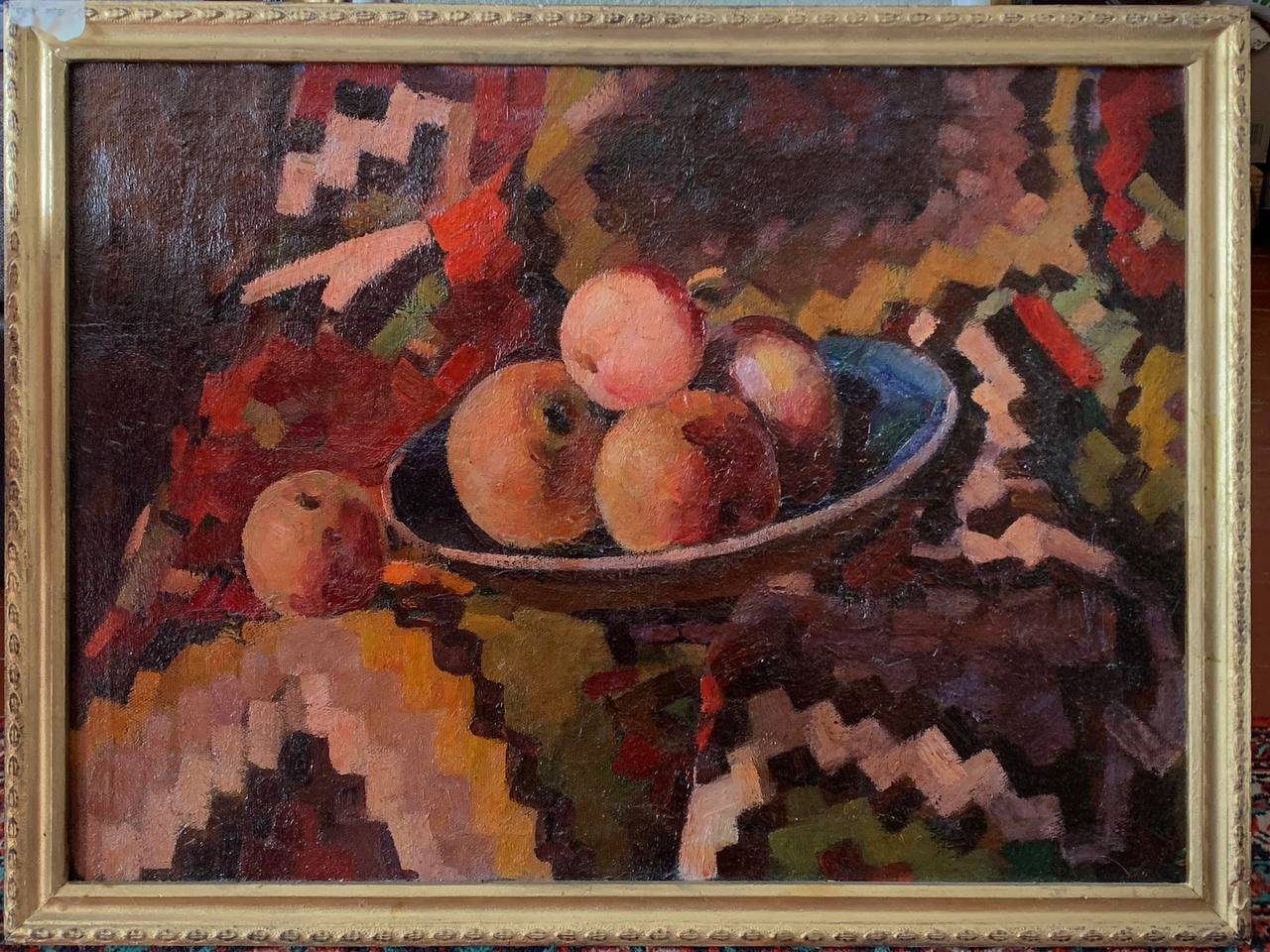
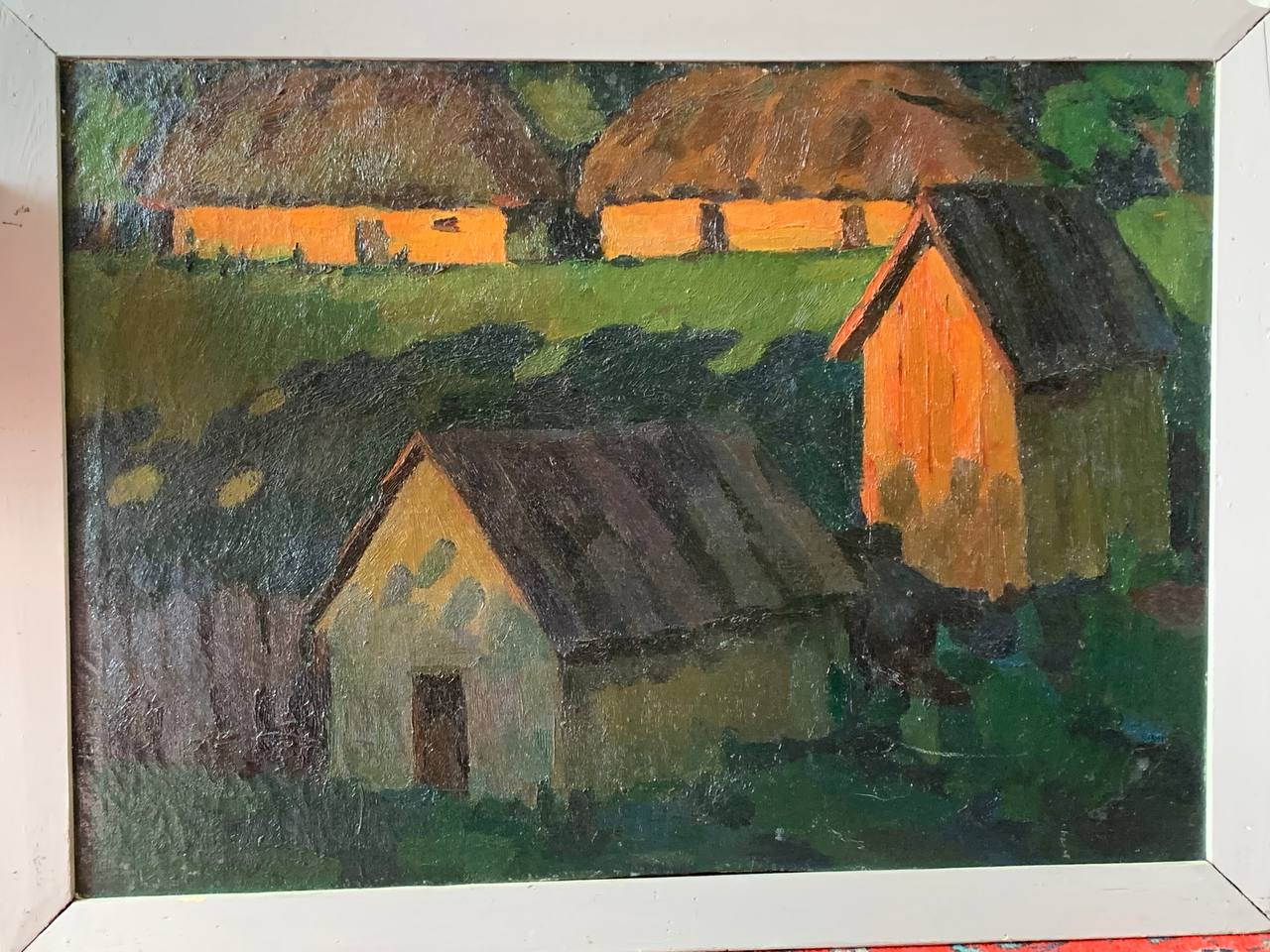
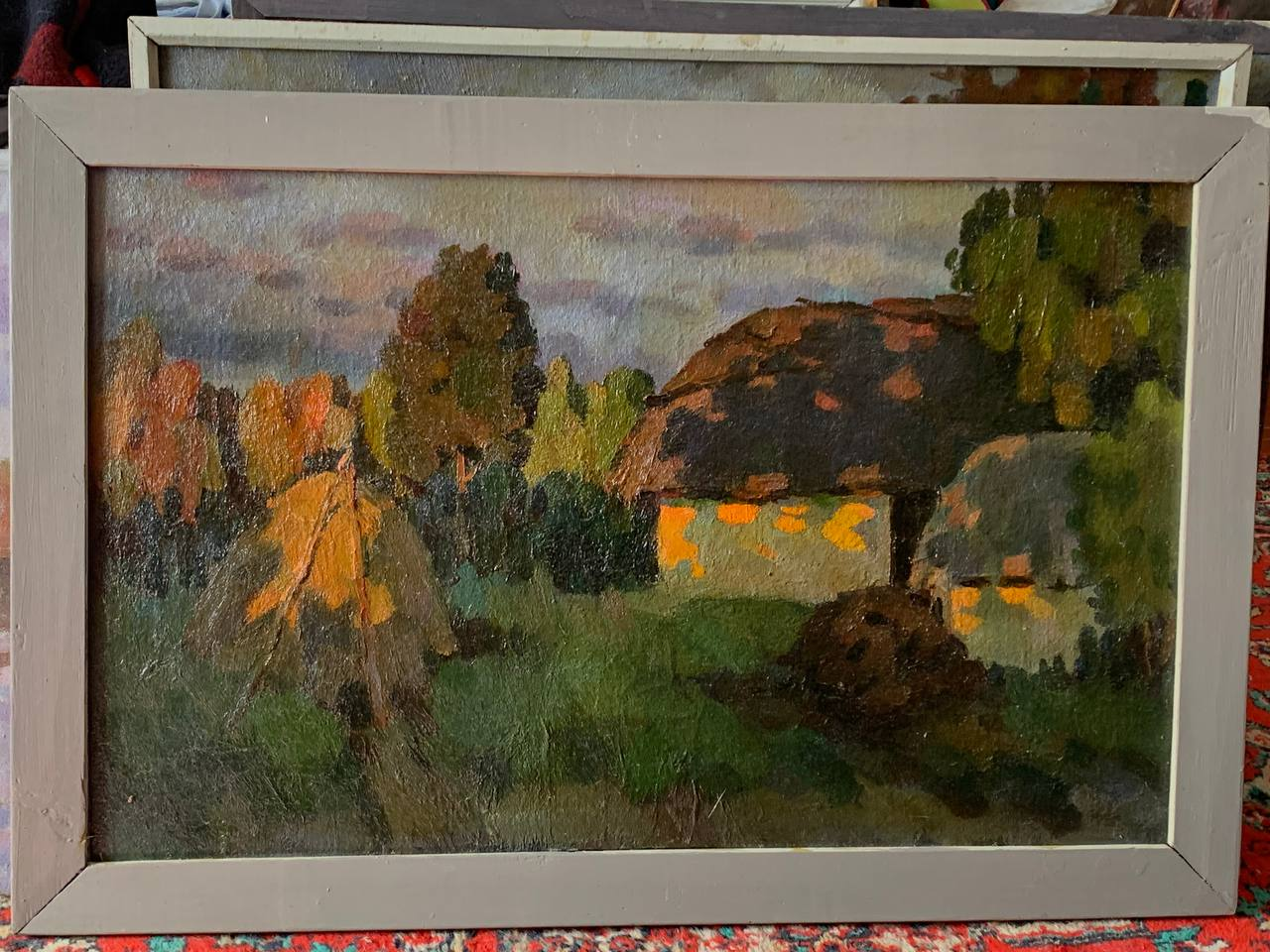
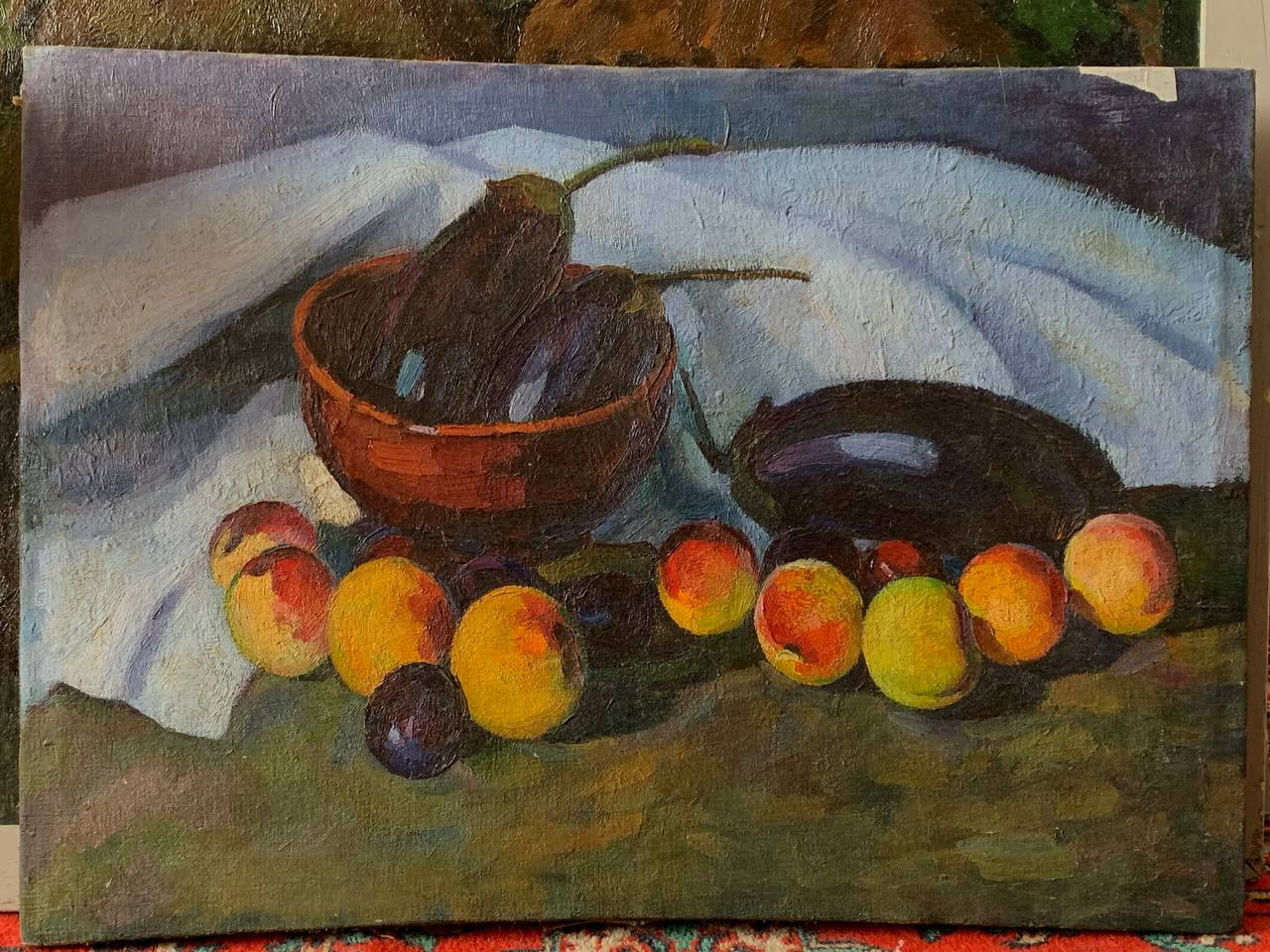

```

«Натюрморт із хлібом» — символ духовної сили та достатку.
«Стара хата» — уособлення тепла, спокою і збереження традицій.
«Портрет матері» — данина поваги до рідної людини.
Твори Івана Вердиша вирізняються особливою щирістю та гармонією, адже художник вмів побачити красу у буденності й передати її на полотні.

## Професійна діяльність

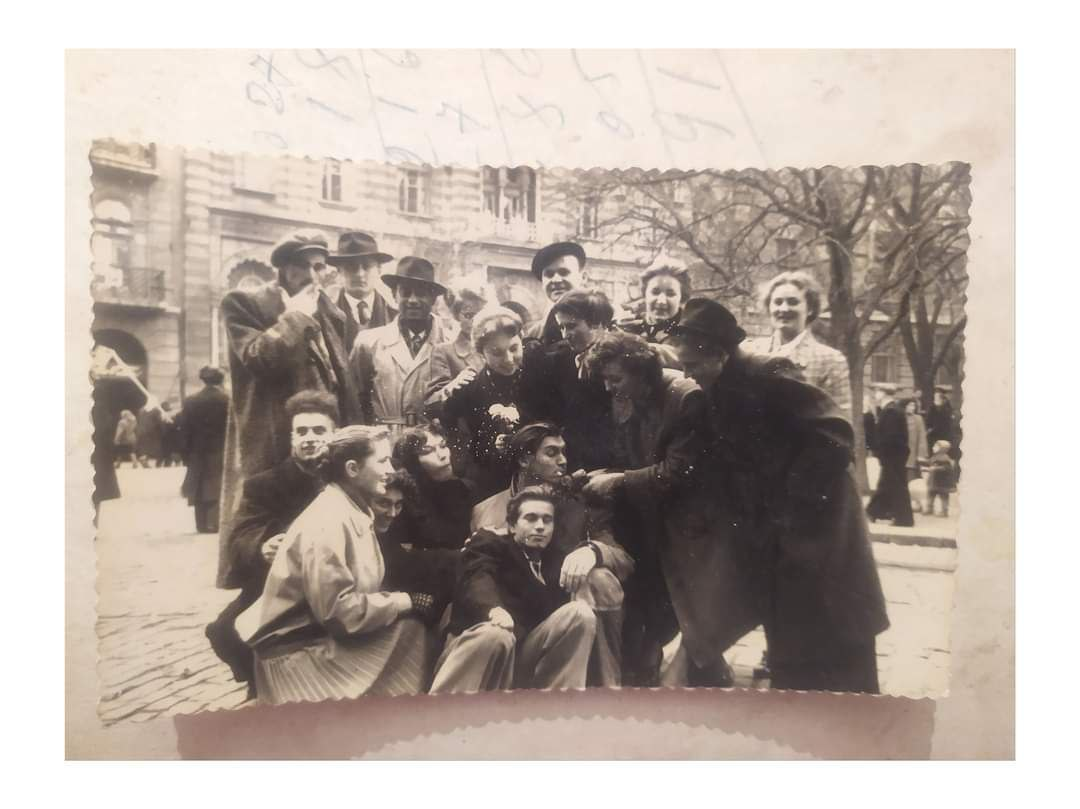
Студентські роки в Одесі

Після закінчення навчання Іван Микитович працював художником-оформлювачем у різних установах та займався педагогічною діяльністю. Він завжди залишався вірним своєму стилю і продовжував творити у вільний час.
Картини художника експонувалися на виставках в Україні, його творчістю цікавились поціновувачи мистецтва з різних куточків світу в тому числі і Японії. Його роботи стали частиною приватних колекцій в Австрії, Росії та Україні.

## Особистість
Іван Вердиш був відомий своєю скромністю, доброзичливістю та неперевершеним почуттям гумору. Незважаючи на важкі часи, він завжди зберігав життєрадісність, життєлюбність та відданість своїй справі.
Його образ став невід'ємною частиною його індивідуальності — Іван Микитович щодня носив класичні костюми, навіть під час творчої роботи. Це не лише відображало його глибоку повагу до мистецтва та традицій, а й символізувало його внутрішню дисципліну, вишуканість і непохитний характер митця.

## Пам'ять та спадщина

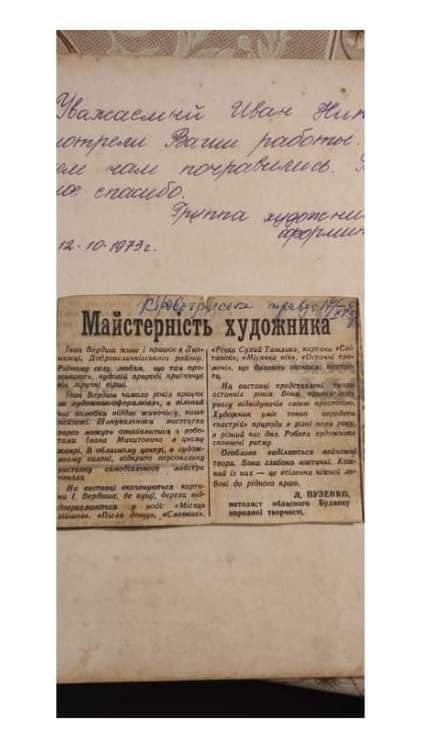
Згадка в газеті

Іван Микитович Вердиш залишив після себе значний творчий спадок, який є важливою частиною української культури. Його картини продовжують надихати нові покоління художників та шанувальників мистецтва.

## Цитати
- «Для мене хліб — це символ. Це не просто їжа, це життя. А мистецтво — це моя молитва про красу простого і вічного.»
- «Кількість ніколи мене не цікавила. Буває, одна картина може втілити цілу галерею. Я багато думав над тим, що є справжнім мистецтвом, і зрозумів: це те, що проходить крізь серце майстра.»[1]